# 科尔多瓦公共图书馆
科尔多瓦公共图书馆（西班牙語：Biblioteca Provincial de Córdoba）是一家公共图书馆，位于西班牙科尔多瓦。 公共图书馆由国家所有，由安达卢西亚管理  并融入安达卢西亚图书馆系统和西班牙图书馆系统。1984年，文化部将其管理权移交给安达卢西亚，但是建筑物和书目资金的所有权仍然属于国家。

## 历史
科尔多瓦公共图书馆成立于1842年7月12日。它在科学委员会的保护下成立，该委员会在1835年至1837年期间负责清点和整理原属于修道院、修女院和教堂的所有资金。路易斯·玛丽亚·拉米雷斯·德拉斯·卡斯-德扎负责清点资金。